# 欧特勒维尔
欧特勒维尔（法語：Autreville，法語發音：[otʁəvil] ⓘ）是法国上法蘭西大區埃纳省的一个市镇，属于拉昂区。

## 地理
欧特勒维尔（49°35'5"N, 3°14'25"E）面积3.55 平方千米，位于法国上法蘭西大區埃纳省，该省份为法国北部内陆省份，北起北部省，西接索姆省和瓦兹省，东临阿登省和马恩省，西南至塞纳-马恩省，东北部与比利时接壤。
与欧特勒维尔接壤的市镇（或旧市镇、城区）包括：比尚库尔、绍尼、皮埃尔芒德、桑斯尼。

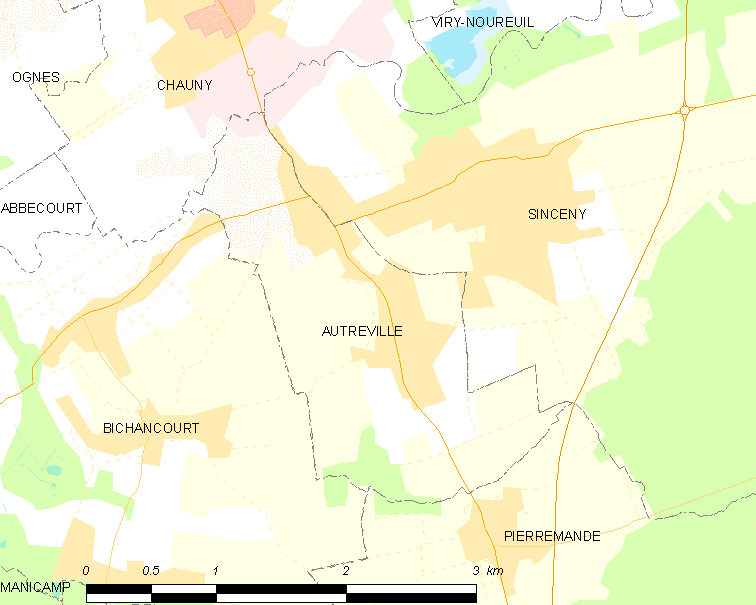
欧特勒维尔的OSM定位图

欧特勒维尔的时区为UTC+01:00、UTC+02:00（夏令时）。

## 行政
欧特勒维尔的邮政编码为02300，INSEE市镇编码为02041。

## 政治
欧特勒维尔所属的省级选区为绍尼县。

## 人口

1962-2008年间欧特勒维尔人口变化图示

欧特勒维尔于2022年1月1日时的人口数量为791人。